# Phidippus tux
Phidippus tux là một loài nhện trong họ Salticidae.
Loài này thuộc chi Phidippus. Phidippus tux được Pinter miêu tả năm 1970.